# Golf na Letnich Igrzyskach Olimpijskich 2020

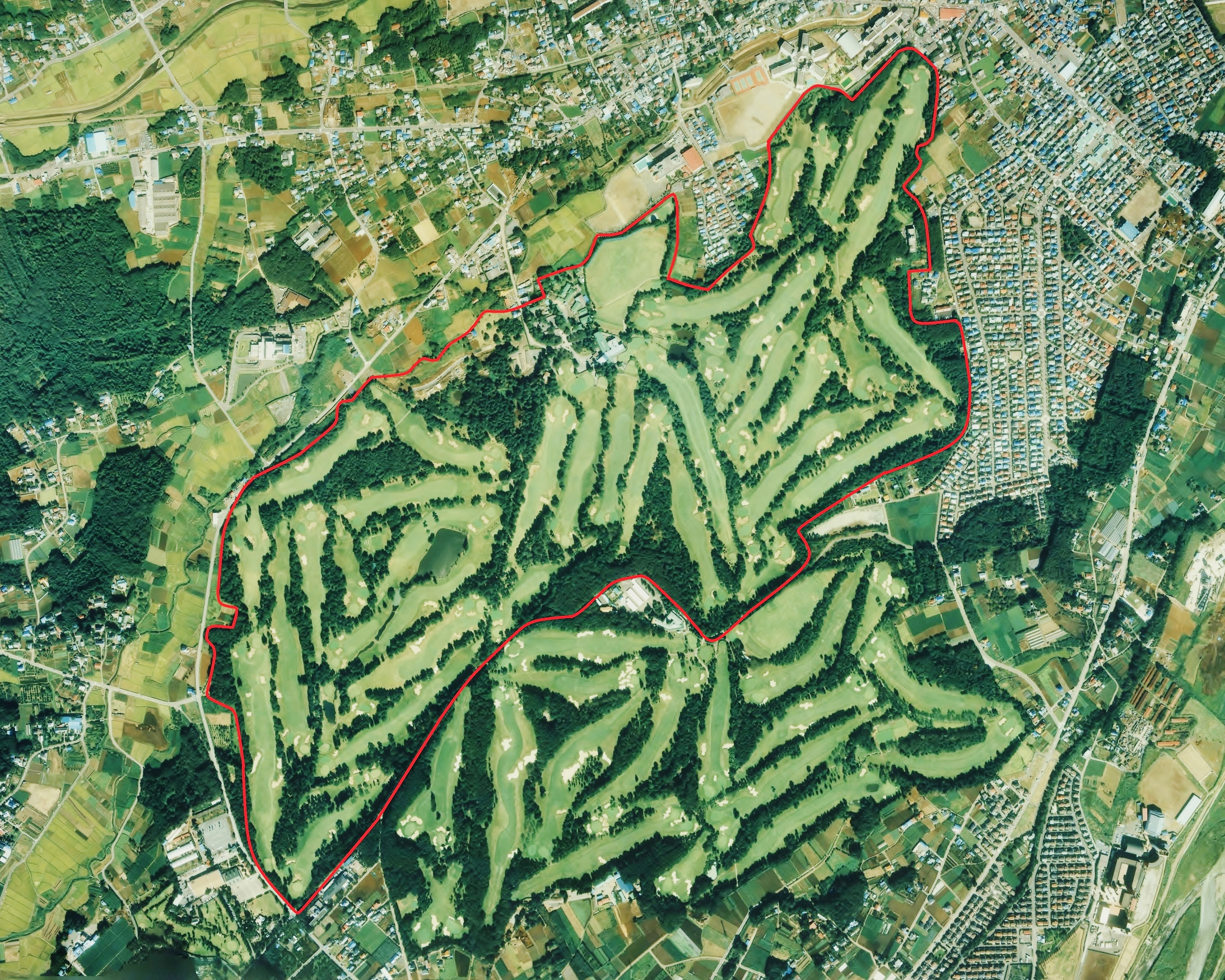
Zdjęcie lotnicze pola golfowego w Japonii, Kasumigaseki Country Club, 1989 r.

Golf na Letnich Igrzyskach Olimpijskich 2020 był rozgrywany w dniach 29 lipca-7 sierpnia 2021.

## Medaliści
| Konkurencja | Złoto             | Srebro         | Brąz             |
| Mężczyźni   | Xander Schauffele | Rory Sabbatini | Pang Cheng-tsung |
| Kobiety     | Nelly Korda       | Mone Inami     | Lydia Ko         |

## Tabela medalowa
| Miejsce | Państwo           | Złoto | Srebro | Brąz | Razem |
| ------- | ----------------- | ----- | ------ | ---- | ----- |
| 1       | Stany Zjednoczone | 2     | 0      | 0    | 2     |
| 2       | Japonia           | 0     | 1      | 0    | 1     |
| 2       | Słowacja          | 0     | 1      | 0    | 1     |
| 4       | Chińskie Tajpej   | 0     | 0      | 1    | 1     |
| 4       | Nowa Zelandia     | 0     | 0      | 1    | 1     |
| Ogółem  | Ogółem            | 2     | 2      | 2    | 6     |